# İslam Abbasov
İslam Abbasov (Sumqayıt, 24 marzo 1996) è un lottatore azero, specializzato nella lotta greco-romana.

## Palmarès
- Europei

Bucarest 2019: argento negli 87 kg.
Roma 2020: bronzo negli 87 kg.
- Giochi europei

Minsk 2019: argento negli 87 kg.